# Pomerans
Pomerans (Citrus × aurantium) er en citrusfrugt, der stammer fra Indien. Det er en lille appelsinlignende frugt. Den er muligvis stamformen til mange andre dyrkede citrusfrugter.

## Beskrivelse
Frugten vokser på et op til 15 m højt, tornet træ. Blomsterne er store og rødlige.

## Anvendelse
Af pomeransen anvendes olie og skaller. De er smagsstoffer i likørerne Grand Marnier, Cointreau og Curacao.

## Underarter
- Bergamot (Citrus aurantium ssp. bergamia)